# Skała (Dolina Jałowiecka)
Skała (słow. Skala, 1132 m) – szczyt w słowackich Tatrach Zachodnich. Znajduje się po wschodniej stronie wylotu Doliny Jałowieckiej w zakończeniu grzbietu Rokitowca (Rakytie) oddzielającego tę dolinę od doliny Skalistego Żlebu (Skalité). Skała jest całkowicie zalesiona. Znajduje się na południowym obrzeżu Tatr i jej południowe stoki opadają już bezpośrednio do Kotliny Liptowskiej w miejscowości Jałowiec. Południowymi podnóżami Skały prowadzi Magistrala Tatrzańska i granica TANAP-u. Opływające Skałę potoki (Jałowiecki i Skalisty) u jej południowych podnóży zbliżają się na niewielką odległość (około 250 m). Przy szlaku turystycznym jest tutaj niewielka polanka.
Zbocza Skały wraz z przeciwległymi zboczami Sokoła tworzą ciasne ujście Doliny Jałowieckiej (około 800 m n.p.m.), w polskich przewodnikach i na polskich mapach nazywane Przesieką lub Przesiekiem. Słowacy używają nazwy Ústie Jaloveckej doliny, czyli w tłumaczeniu na język polski po prostu Ujście Doliny Jałowieckiej.